# 강주희 (배우)
강주희(姜周姬, 본명:강희경, 1961년 12월 25일 ~ )는 대한민국의 영화 배우이다. 1977년 영화 《고교얄개》에 이승현과 함께 출연해 하이틴 스타 반열에 올랐다. 1970년대 하이틴 스타로 몇편의 영화를 더 찍고 성인배우로 계속 활약하려 했으나 대중에게 하이틴 배우의 이미지로 워낙 각인돼 있어 다양한 역할을 맡는 데 어려움을 겪었다. 중앙대학교 연극영화과를 졸업한 뒤 1980년대 중반 경 연예계를 떠났고, 결혼 후 미국으로 이주하였다. 이후 샌프란시스코에서 유기농 식당을 운영하는 여성 사업가로 변신했다.

## 같이 보기
- 이승현